# 와우여황리조
《와우여황리조》(중국어 간체자: 蜗牛与黄鹂鸟, 정체자: 蝸牛與黃鸝鳥, 병음: Wō niú yǔ huáng lí niǎo 워뉴위황리냐오[*])는 2020년 방송되었던 중국의 드라마이다.

## 소개
- 츤데레하고 진지한 피아노 왕자와 신경질적이고 어리둥절한 피아노의 괴짜가 서로 만난 이후, 두려움을 극복하고 용감하게 꿈을 쫓아가며 더 나은 자신이 되기 위해 노력하는 러브스토리를 담은 이야기

## 등장 인물
- 린윈 - 방소와 역
- 장신청 - 이진언 역
- 영리 (宁理) - 비사이 역
- 영환우 (宁桓宇) - 전의송 역
- 방원 (方圓) - 장채미 역
- 포소백 (包小柏) - 이아철 역
- 이경염 (Eunice) - 송염 역